# Jean Goethals
Pour les articles homonymes, voir Goethals.
Jean François Antoine Goethals, né à Courtrai le 18 novembre 1794 et mort à Bruxelles le 15 août 1875, est un homme politique belge.

## Fonctions et mandats
- Membre du Congrès national : 1830
- Commissaire d'arrondissement de Courtrai : 1830-1836
- Membre de la Chambre des représentants de Belgique : 1831-1832

## Sources
- T. SEVENS, De Kortrijkse familie Goethals, in: Handelingen van de koninklijke geschied- en oudheidkundige kring van Kortrijk, t. V, 1926, p. 20, 27-29.
- Carl BEYAERT, Biographies des membres du Congrès national, Brussel, 1930, p. 76
- Luc SCHEPENS, De provincieraad van West-Vlaanderen. 1836-1921, Tielt, 1976.

- Ressource relative à plusieurs domaines :   - ODIS